# Культура Одеси
Культура Одеси — це унікальне поєднання культур різних народів, здебільшого, очевидно, української. Одеса посідає значне місце у світовому фольклорі.

## Діалекти
Російська мова, як кажуть у Одесі, знаходиться під впливом їдишу та української мови у граматиці, словниковому запасі та фразеології. В результаті, багато фраз звучать по своїй суті і однозначно з смішно для російськомовних людей і складають основу Одеського гумору. Крім того, одеський діалект їдишу має багато росіянізмів.

## Культурний портрет Одеси
Значною мірою образ Одеси в русофонській культурі знаходиться під впливом Одеських оповідань Ісаака Бабеля. Одеса часто згадується в словосполученні «Одеса Мама», термін, що походить від російського кримінального (блатного) жаргону. Репутація міста як злочинного центру виникла в часи Російської імперії та початку радянської епохи, і вона схожа на репутацію Чикаго часів Аль Капоне.

## Одеський гумор
Одеський гумор посідає чільне місце одночасно у єврейському та російському гуморі.
Від 1972 року у Одесі проводився щорічний фестиваль гумору, «Гуморина». З цієї та інших причин Одеса була відома як «столиця гумору» у Радянському Союзі.

## «Одеса Мама»
Багато місць в Одесі є незабутнім не тільки через їхню власну культурну цінність, а й через своє місце в Одеському фольклорі.
- пам'ятник Дюку де Рішельє
- Вулиця Дерибасівська
- Молдаванка
- Одеські катакомби
- Потьомкінські сходи
- Приморський бульвар
- Ринок «Привоз»

## Одеські євреї
Одеса відіграє помітну роль у російському та юдейському фольклорі. Історія російських євреїв в Одесі може бути простежена до часів заснування міста.